# Subsidència
|  | Per a altres significats, vegeu «subsidència (atmosfera)». |

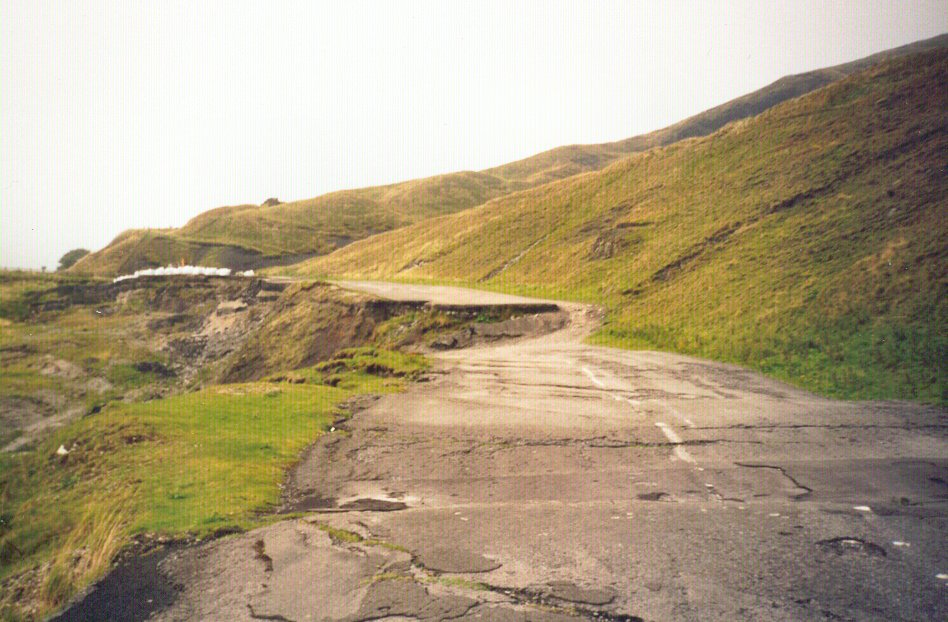
Una carretera destrossada per la subsidència, prop de Castleton, Derbyshire.

Un gràfic dels diferents tipus de subsidència.

Subsidència és el moviment d'una superfície (normalment, la superfície de la Terra) que es desplaça cap avall relatiu a un datum com el del nivell del mar. L'oposat a subsidència és l'aixecament tectònic, el qual té com a resultat un increment d'elevació. La subsidència del sòl s'estudia en geologia, enginyeria geotècnica i agrimensors.

## Dissolució de la pedra calcària
La subsidència sovint causa problema en terrenys càrstics, on es dissol la pedra calcària i causa buits i coves. Si el sostre d'aquestes cavitats es torna massa feble es pot col·lapasar i les roques i terres d'amunt cauran dins l'espai buit causant una subsidència a la superfície podent fer forats de molts centenars de metres de fondària.

## Mineria
Diversos mètodes de mineria poden portar al col·lapse del buit extret, normalment aquesta subsidència està molt localitzada en la zona on es treballa.

## Extracció de gas natural
Si el gas natural s'extreu d'un camp de gas natural la pressió inicial (fins a 60MPa) en el camp pot baixar al llarg dels anys. Si la pressió baixa es pot produir subsidència a nivell de terra. La subsidència per extracció de petroli i gas al delta del Mississipi ha causat l'elevació del nivell del mar en 34 km² de la superfície d'aiguamolls i terra seca cada any des de 1930, Louisiana ha perdut 1.200.000 d'acres. Als Països Baixos, a Slochteren des de la dècada de 1960 l'extracció de gas ha fet baixar una superfície de 250 km² 30 cm.

## Terratrèmols
Al Japó el terratrèmol de 2011 va causar una subsidència localment de 50 cm i més en la costa del Pacífic

## Per aigües subterrànies

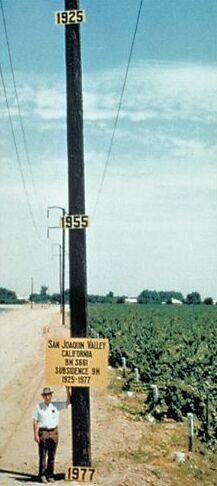
Subsidència a la Vall de San Joaquin.

En zones baixes tals com les planes costaneres o deltaiques necessita un drenatge. Per l'aereació de la matèria orgànica del sòl l'oxida i aquest procés pot portar a subsidència del terreny. Això s'aplica a nivells canviants de l'aigua subterrània. En aquests casos es pot perpetuar la subsidència amb nivells de 5 cm/any. La gestió de l'aigua en regadius també s'ha de tenir en compte com possible originadora de subsidències.

## Per falles geològiques
Les tensions diferencials poden ser per falles geològiques l'escorça de la terra o per flux dúctil en el més càlid i més fluid mantell de la Terra. Quan hi ha una falla hi pot haver una subsidència de gran extensió.

## Subsidència isostàtica
L'escorça flota en l'astenosfera, que és plàstica. Si s'afegeix massa (per exemple sediments) localment a l'escorça l'escorça fa una subsidència per compensar i mantenir el balanç isostàtic. També hi ha l'efecte contrari de rebot isostàtic (que de vegades dura milers d'anys) com el del final de l'època glaciar.

## Efectes estacionals
Molts sòls contenen proporcions significatives d'argila. Amb un assecament estacional es redueix el volum de sòl i en davalla la superfície. Això s'ha de tenir en compte en fer els fonaments dels edificis. En la vegetació després d'anys d'assecament acumulats hi pot haver el fenomen invers a la subsidència i el sòl s'aixeca i si augmenta la humitat, amb els anys pot expqndir-se lateralment 